# Robert King Merton
Robert King Merton   (Filadèlfia, 4 de juliol de 1910 - Nova York, 23 de febrer de 2003) fou un sociòleg estatunidenc conegut sobretot per haver encunyat el concepte de profecia autocomplerta, que assegura que si hom preveu un resultat, indirectament contribueix a la seva realització posant les condicions perquè es doni i jutjant qualsevol resultat segons aquells paràmetres (un biaix cognitiu de confirmació). També va encunyar l'efecte Mateu, molt relacionat amb l'anterior.
Professor a la Universitat de Colúmbia i guardonat amb la Medalla Nacional de la Ciència, Morton se centrà en l'estudi dels rols socials, el seu paper dins de grups de tipologia diversa i com pot sorgir l'anomia o desviació de les normes acceptades per la comunitat. Alguna de les seves obres amb més repercussió va ser Structural Analysis in Sociology, que el va anomenar com pare de la teoria de les funcions manifestes i latents. L'any 1939, havent finalitzat un doctorat a la Universitat Harvard, va començar a donar classes a New York, a la Universitat de Colúmbia on va conèixer a Talcott Parsons, company amb qui desenvoluparia la teoria sociològica estructural-funcionalista.
Amb Parsons van analitzar la societat amb detall, parts que la integren i relacions entre elles, totes les estructures, els processos i conductes socials que es donen. L'estudi anava dirigit a persones problemàtiques, objectes de la convivència sociocultural i estava influït alhora, d'altra banda per altres teòrics com Paul F. Lazarsfeld, sociòleg austríac. La teoria sociològica funcional-estructuralista ens parla resumidament de la possibilitat d'una societat que roman en el temps, de créixer d'acord amb els seus elements independents, estan aquests en equilibri. Així separa en funcionals o disfuncionals els actes socials, més enllà de les persones. Aquesta teoria va fer que se'l conegués com a especialista en la persuasió de masses i en els efectes del "mass media", mitjans de comunicació de masses, prensa escrita i digital, radio i televisió.
Respecte a la teoria de la ciència, va postular les "normes de Merton" que consideren que la ciència ha de ser comú (propietat compartida del coneixement entre tots els científics), universal (perquè les seves teories han de poder demostrar-se independentment del context sociocultural), desinteressada i escèptica o crítica.
El 1995 se li atorgà la medalla Derek de Solla Price.

## Biografia

### Primers anys
Robert King Merton va néixer el 4 de juliol de 1910 a Filadèlfia com a Meyer Robert Schkolnick en el si d'una família de jueus russos de parla Ídix que havien emigrat als Estats Units el 1904. La seva mare era Ida Rasovskaya, una socialista "no sinagoga" que tenia simpaties radicals lliurepensadores. El seu pare era Aaron Schkolnickoff, un sastre que havia estat registrat oficialment al port d'entrada als Estats Units com "Harrie Skolnick". La família de Merton va viure en unes circumstàncies financeres tenses després que la botiga de productes lactis sense assegurança del seu pare al sud de Filadèlfia es va cremar. El seu pare esdevingué més tard ajudant de fuster per mantenir la família.
Tot i que Merton va créixer bastant pobre, creia que li havien donat moltes oportunitats. Com a estudiant de la South Philadelphia High School, va ser un visitant assidu de llocs culturals i educatius propers, com ara la Biblioteca Andrew Carnegie, l’Acadèmia de Música, la Biblioteca Central i el Museu d'Arts. El 1994, Merton va afirmar que créixer al sud de Filadèlfia proporcionava als joves «tot tipus de capital: capital social, capital cultural, capital humà i, sobretot, el que podem anomenar capital públic, és a dir, amb tota mena de capital excepte el personal econòmic».
Va adoptar el nom de Robert K. Merton inicialment com a nom artístic per a les seves actuacions de màgia. El jove Merton va desenvolupar un fort interès per la màgia, molt influenciat pel xicot de la seva germana. Per als seus actes de màgia va escollir inicialment el nom artístic "Merlí", però finalment es va decidir pel cognom "Merton" per "americanitzar" encara més el seu nom de família immigrant. Va escollir el nom de pila "Robert" en honor al mag francès del segle xix Jean Eugène Robert-Houdin, àmpliament considerat el pare de la prestidigitació d'estil modern. Així, el seu nom artístic es va convertir en "Robert Merton", i el va mantenir com a nom personal després de rebre una beca a la Universitat de Temple.

### Educació
Merton va començar la seva carrera sociològica sota la direcció de George E. Simpson a la Universitat de Temple de Filadèlfia (1927–1931). El treball de Merton com a ajudant d'investigació de Simpson en un projecte sobre raça i mitjans de comunicació va introduir Merton a la sociologia. Sota el lideratge de Simpson, Merton va assistir a una reunió anual de l'Associació Americana de Sociologia on va conèixer Pitrim A. Sorokin, el president fundador del departament de sociologia de la Universitat Harvard. Merton es va presentar a Harvard i va treballar de 1931 a 1936 com a ajudant d'investigació de Sorokin.
Al seu segon any a Harvard havia començat a publicar amb Sorokin. El 1934 va començar a publicar articles propis, com ara "Sociologia francesa recent", "El curs del desenvolupament intel·lectual àrab, 700–1300 dC", "Fluctuacions en la taxa d'invenció industrial" i "Ciència i tècnica militar". El 1936 es va graduar a Harvard, després d'haver obtingut un màster i un doctorat en sociologia.
Al final de la seva carrera estudiantil el 1938, es va embarcar en obres que li van donar renom, publicant el seu primer estudi important, Science, Technology, and Society in Seventeenth-Century England, que va ajudar a crear la sociologia de la ciència. El comitè de tesi de Merton estava format per Sorokin, Talcott Parsons, l'historiador George Sarton i el bioquímic Lawrence Joseph Henderson. La tesi de Merton, semblant a la famosa afirmació de Max Weber sobre un vincle entre l’ètica del treball protestant i l'economia capitalista, proposava una correlació positiva entre l'auge del pietisme protestant, el puritanisme i la ciència experimental primerenca.

### Vida personal
El 1934 Merton es va casar amb Suzanne Carhart, amb qui va tenir un fill, Robert C. Merton, guanyador del Premi Nobel d'economia 1997, i dues filles, Stephanie Merton Tombrello i Vanessa Merton, professora de dret a la Facultat de Dret de la Universitat de Pace. El 1968 Merton i Carhart es van separar; va morir el 1992.
El 1993 Merton es va casar amb la seva companya sociòloga i col·laboradora, Harriet Zuckerman. Després d'anys de salut deficient i lluitant contra sis formes de càncer, Merton va morir a Manhattan el 23 de febrer de 2003, als 92 anys. Li van sobreviure la seva dona, tres fills, nou néts i nou besnéts.

## Carrera docent
Merton va ensenyar a Harvard fins al 1938, quan va ser professor i president del Departament de Sociologia de la Universitat de Tulane. El 1941, es va incorporar a la facultat de la Universitat de Colúmbia, on va passar la gran majoria de la seva carrera docent. Durant les seves cinc dècades a la Universitat de Colúmbia va tenir nombrosos títols de prestigi. Va ser director associat de l’Oficina d'Investigació Social Aplicada de la universitat de 1942 a 1971, i va ser nomenat professor de sociologia Giddings el 1963. També va ser nomenat al rang acadèmic més alt de la universitat, professor d'universitat, el 1974 i es va convertir en professor de serveis especials, un títol reservat pels patrons per als professors emèrits que "presten serveis especials a la Universitat", quan es va jubilar el 1979. Va ser professor adjunt a la Universitat Rockefeller i també va ser el primer becari de la Fundació Russell Sage. Es va retirar de l'ensenyament l'any 1984. En reconeixement de les seves contribucions duradores a la beca i a la universitat, Columbia va establir la Càtedra Robert K. Merton en Ciències Socials el 1990.

## Llegat
Avui dia, Merton és vist com un dels pares fundadors de la sociologia moderna. Els seus treballs es veuen com el motor de molts dels estudis dels sociòlegs actuals. Els amics i col·legues de Merton també atribueixen la seva orientació a la direcció positiva de la sociologia moderna. En particular, el rector de Columbia Jonathan R. Cole que va estudiar amb Merton el va elogiar poc després de la seva mort, dient:
| « | Bob Merton es va convertir en el líder de l'anàlisi estructural-funcional en sociologia i el líder d'aquells sociòlegs que van intentar crear teories socials que poguessin ser provades empíricament. Va ser un professor i editor inspirador, i amb els seus estudiants, com James S. Coleman i Seymour Martin Lipset, entre molts altres que es convertirien en figures destacades en el camp, va ajudar. per construir i legitimar el camp de la sociologia a Amèrica. Per a mi, va ser un mestre i mentor model, un col·lega de confiança i un amic íntim. La seva mort, en molts sentits, situa un període al final de la sociologia del segle xx. | » |

A través de la seva teoria i investigació durant les seves moltes dècades com a sociòleg, Merton va crear i sostenir essencialment el que és la sociologia moderna de la ciència.

## Publicacions
Altres publicacions seves són:
| - 1938: "Science, Technology and Society in Seventeenth Century England." Osiris 4(2):360–632. - 1938: "Social Structure and Anomie." American Sociological Review 3:672–82. - 1942: "The Normative Structure of Science" - 1943: "Studies in Radio and Film Propaganda (amb Paul F. Lazarsfeld) - 1949: "Social Theory and Social Structure" (revisat i ampliat el 1957 i 1968) - 1957: "The Student Physician" - 1965: On the Shoulders of Giants | - 1969: Social Theory and Functional Analysis - 1973: "The Sociology of Science" - 1976: "Sociological Ambivalence" - 1985: "George Sarton: Episodic Recollections by an Unruly Apprentice." Isis 76(4):470–86. - 1985: On the Shoulders of Giants: A Shandean Postscript - 1996: On Social Structure and Science, edited by Piotr Sztompka - 2004: The Travels and Adventures of Serendipity: A Study in Sociological Semantics and the Sociology of Science |